# Palaeocastor
Palaeocastor (лат.) — род ископаемых бобров, живших в Северной Америке в позднем олигоцене и раннем миоцене.

## Внешний вид и палеоэкология
Представители рода Palaeocastor были грызунами среднего размера; их рост составлял около 12, а суммарная длина тела — около 30 см. Масса тела этих грызунов составляла от 0,8 до 1,2 кг. Лишь крупнейший из представителей рода, P. magnus, был, вероятно, крупней современных бамбуковых крыс, масса тела которых может достигать 4 кг), а P. fossor (частью палеонтологов включаемый в род Fossorcastor) был размером с современную чернохвостую луговую собачку.

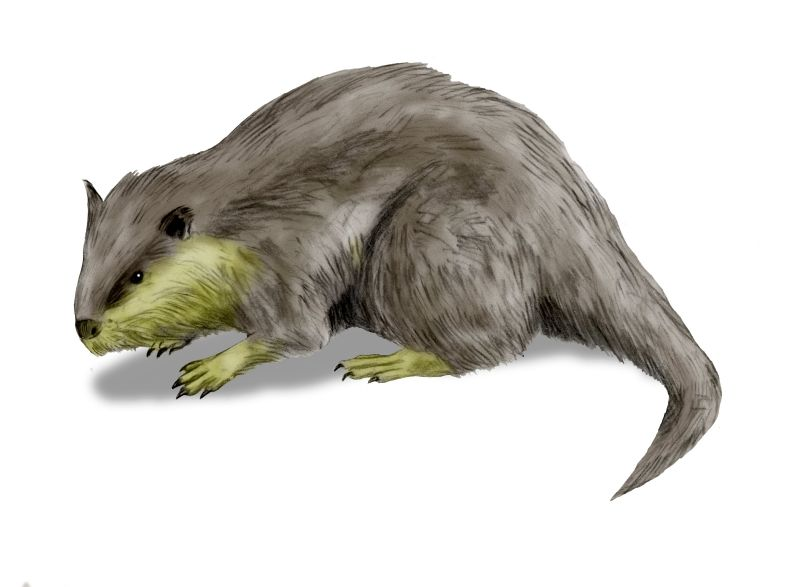
Реконструкция облика палеокастора

Строение тела представителей рода свидетельствует о приспособленности к рытью нор и жизни в них. Их череп был коротким, низким и широким, что характерно для других роющих грызунов (в частности, землекоповых). Резцы спереди уплощённые, нижняя челюсть в целом более примитивная, чем у современных бобров, со сдвинутой вперёд восходящей ветвью и не столь сильно, как у более современных видов, смещённым к средней оси нижнечелюстным мыщелоком. Более низкое расположение на черепе подглазничного отверстия также является примитивным по сравнению с современными бобрами и даже с менее древними представителями подсемейства Palaeocastorinae. Надбровные дуги, сходясь, образуют умеренно развитый сагиттальный гребень в месте наименьшего расстояния между глазницами или выше него. Слуховые буллы (костные структуры, окружающие внешние выходы слухового канала) высокие и закруглённые. Передние лапы мощные, широкие и уплощённые, хвост часто укороченный (для сравнения, у современных бобров уплощены и передние, и задние лапы, что является адаптацией к водному образу жизни, а хвост широкий и расплющенный, напоминающий по форме лопасть весла). 
Степень приспособленности к норному образу жизни у разных видов рода была разной — в частности, P. peninsulatus был менее специализирован, чем более поздний P. fossor, сохранив широкий зрительный канал, что свидетельствует о том, что он больше времени проводил на свету; кроме того, у разных видов наблюдаются черты, указывающие на разный основной способ рытья, и если P. fossor использовал для этого в основном зубы, то P. peninsulatus свои норы, по-видимому, рыл преимущественно лапами.

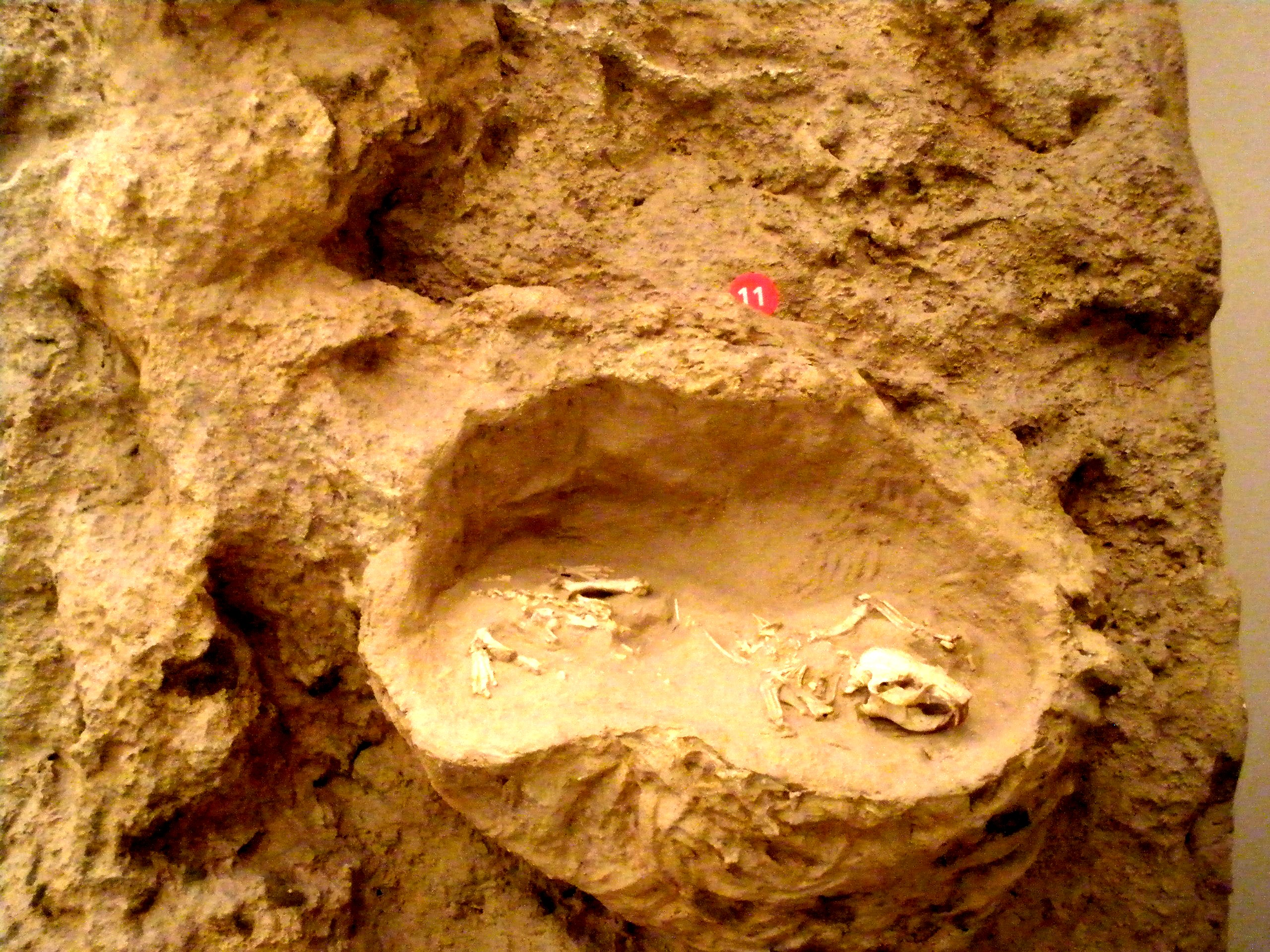
Кости в спальной камере норы палеокастора

Род Palaeocastor обитал на территории Северной Америки в позднем олигоцене и раннем миоцене (30—20 млн лет назад). В это время в регионе, где найдены остатки представителей рода (современные штаты Небраска, Монтана и Орегон), климат стал более прохладным и засушливым, господствующим типом местности стали семиаридные степи, что заставило многих грызунов адаптироваться к норному виду жизни. Своя норная ветвь, основу рациона которой составляли ненасыщенные кремнием травы, выделилась и среди бобровых. По мнению Мартина, норные бобры были тупиковой боковой ветвью в своём семействе, и ни одна из последующих его ветвей от них не происходит. 
Некоторые виды рода Palaeocastor рыли норы необычной спиральной формы, заканчивавшиеся отходящей под прямым углом спальной камерой (где обычно и находят их кости). В полностью сохранившихся норах количество витков может составлять от 6 до 12, а длина от 210 до 275 см, средний уклон от 25° до 30°, спальная камера горизонтальная или слегка наклонная, с самой низкой точкой у входа, вытянутая (сообщалось о камерах длиной до 4,5 м). Дополнительные выходы из спальной камеры отсутствуют, свидетельствуя, что хозяева нор предпочитали не спасаться бегством от хищников (которые из-за небольшого диаметра хода не могли быть намного крупней их самих), а занимать оборону у входа в жильё. Необычная спиральная форма нор требовала бо́льших усилий, чем при рытье прямых наклонных ходов такой же длины. В качестве причин, приведших род Palaeocastor к такой форме, назывались территориальная скученность (представители рода жили большими колониями, подобно современным луговым собачкам, и прямые норы должны были часто пересекаться), лучшая защита от хищников, а также более надёжное сохранение температуры и влажности в спальной камере.

## История открытия и классификация
Голотип рода был описан в 1856 году как Steneofiber nebrascensis; таким образом, этот американский ископаемый бобр был  вначале причислен к роду своих евразиатских сородичей. В 1869 году Джозеф Лейди в работе, описывающей окаменелости из Южной Дакоты и Небраски, дал более подробное описание вида и определил его в качестве голотипа нового рода, которому дал имя Palaeocastor (буквально — «древний бобр»). Достоверно не известно, где именно были найдены остатки, по которым был описан голотип: это мог быть либо лептаухениевый костеносный слой на Уайт-Ривер, либо формация Арикари в окрестностях Розбада в Южной Дакоте. В 1935 году Р. А. Стиртон, проводя ревизию рода Palaeocastor, назвал второй вариант более вероятным. Стиртон также уточнил датировку окаменелостей: если до этого их относили к олигоцену, то Стиртон датировал их ранним миоценом.

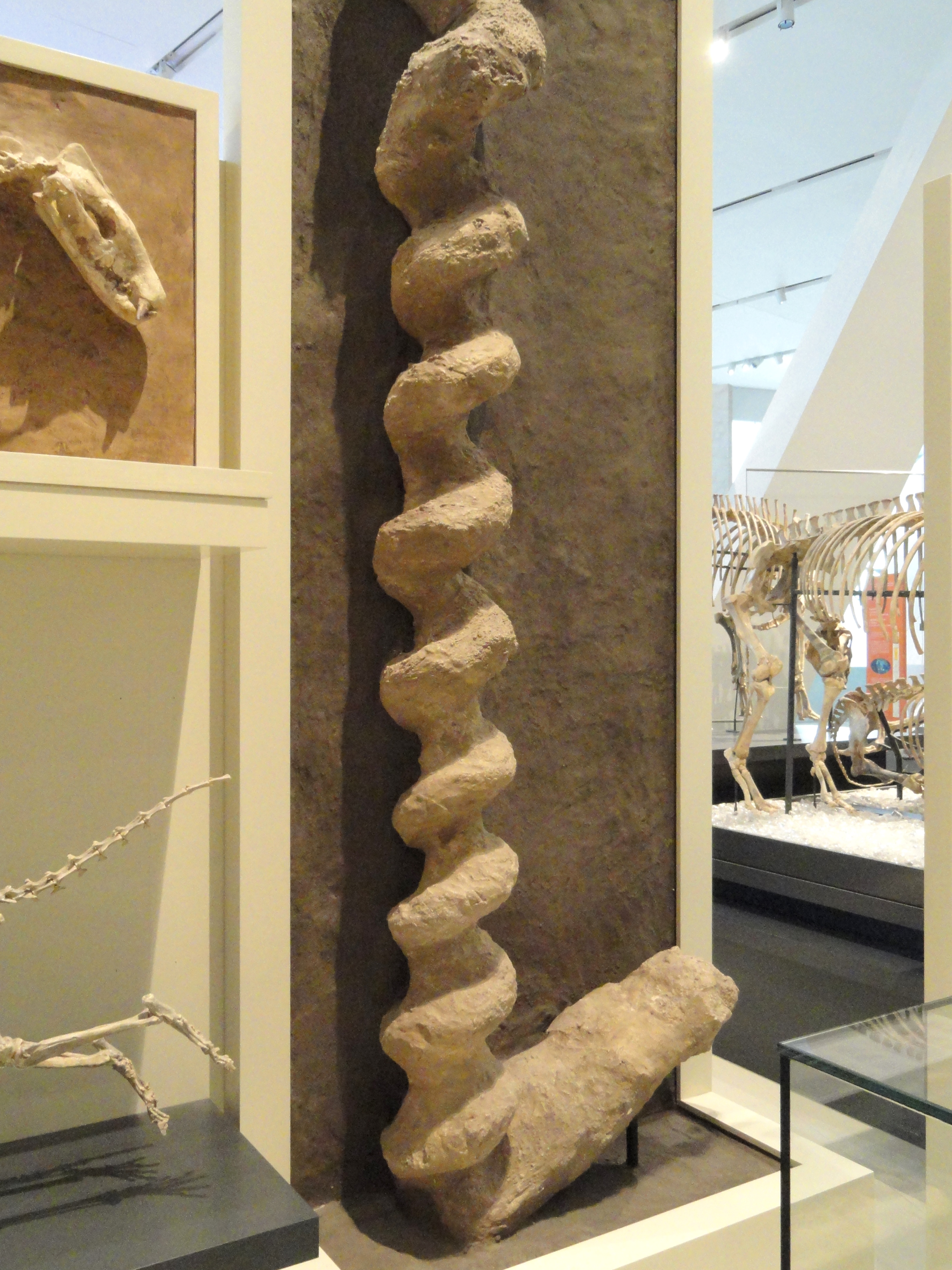
Dæmonelix в Королевском музее Онтарио

В 1891 году, когда геолог Эрвин Барбоур проводил экспедицию в бедленде в районе реки Уайт-Ривер (Небраска), местные жители обратили его внимание на необычные окаменелости. Они представляли собой наполненные песком спиральные трубки длиной до 3 метров со стенками из белого волокнистого материала. Такие окаменелости находили в местности, которая на тот момент считалась дном пересохшего древнего озера. Местное население называло их «чёртовыми штопорами» (англ. Devil's corkscrews), и Барбоур, полагая, что открыл новый, до этого неизвестный род ископаемых пресноводных губок, дал ему латинское название Dæmonelix, переведя название с английского.
В дальнейшем, когда стало ясно, что местность, где находили окаменелости Dæmonelix, была 22 миллиона лет назад не озером, а семиаридной степью, Барбоур предположил, что его находка была не губкой, а неизвестным наземным растением. Однако палеонтологи Эдвард Коп и Теодор Фукс, обратившие внимание на то, что в одном из «штопоров» найдены кости неизвестного грызуна, уже в 1893 году независимо друг от друга выдвинули гипотезу, согласно которой Daimonelix представляли собой не окаменелости организмов, а норы животных. В 1905 году Олаф Петерсон из Музея Карнеги подтвердил, что находки Барбоура были окаменелыми норами, а грызуны, их рывшие — ископаемыми родичами бобров. Белёсое вещество, из которого состояли стенки трубок, включало корни растений, благодаря высокому содержанию кремния в грунтовых водах превратившиеся в стеклянистую массу, сохранившую спиральную форму нор.
Петерсон описал найденные остатки бобров как два новых вида рода Steneofiber, но в дальнейшем они были отнесены к роду Palaeocastor. В последующие годы различными авторами выделялись многочисленные виды этого рода, в том числе P. fossor, P. nebrascensis, P. barbouri, P. magnum, P. milleri, P. peninsulatus и P. simplicidens, часть из которых была в итоге выделена в отдельные таксоны (Pseudopalaeocastor, Fossorcastor), а другие определены как синонимичные. В 1987 году Ларри Мартин выделил в семействе бобровых новое подсемейство Palaeocastorinae, к которому отнёс четыре известных рода ископаемых бобров (Palaeocastor, Capatanka, Capacikala и Euhapsis) и два новых. Рода Palaeocastor и Capatanka в классификации Мартина образуют трибу Palaeocastorini. В качестве общих признаков для этого подсемейства, представители которого были адаптированы для рытья нор и жизни в них, Мартин выделил уплощённые резцы и короткий, круглый в сечении хвост. Видовая и даже родовая классификация внутри подсемейства Palaeocastorinae с тех пор оставалась проблематичной, и в 2010 году Клара Стефен указывала, что эту классификацию трудно убедительно обосновать такими характеристиками, как форма зубов и форма и размер черепа.